# Juan de Escobedo
Juan de Escobedo (Colindres, Cantabria, 1530-Madrid, 31 de marzo de 1578) fue un político español. Bajo la protección de Ruy Gómez de Silva, príncipe de Éboli, consiguió del rey Felipe II el nombramiento de secretario del Consejo de Hacienda y, en 1569, el de alcaide del castillo de San Felipe y de las Casas Reales de Santander.

## Carrera
Emparentado con Ana de Mendoza y de la Cerda, esposa del príncipe de Éboli, Juan de Escobedo disfrutó de la protección de Ruy Gómez de Silva, a quien acompañó a Inglaterra en el verano de 1554, al tiempo de la boda de Felipe  II con María Tudor. Hasta la muerte de Ruy Gómez, en julio de 1573, le acompañó en destacados cometidos en la Corte. 
Después, en 1574 fue recomendado por Antonio Pérez, secretario del rey, para ocupar el cargo de secretario personal de don Juan de Austria. Esta elección, hecha en principio con ánimo de que vigilara a don Juan, nombrado en noviembre de 1576 gobernador de Flandes,  resultó fallida, pues se convirtió en uno de sus más fieles partidarios. Durante esta etapa, Escobedo viajó varias veces entre Flandes y España a requerimiento de don Juan para conseguir que el rey aprobara los fondos que sufragaran sus proyectos de paz con los rebeldes flamencos, salida de los Tercios de los Países Bajos, para utilizarlos en la invasión de Inglaterra, rescatando a María Estuardo de su prisión, casándose con ella y reimplantando el catolicismo en aquel reino, tras el destronamiento forzado de Isabel I de Inglaterra. 
En el otoño de 1577, en vista del estancamiento de tales objetivos, reunió pruebas de los negocios ilícitos y apoyo a los rebeldes flamencos de Antonio Pérez y la más que probable relación con su pariente y antigua benefactora Ana de Mendoza de la Cerda, princesa de Éboli. Cuando al poco, Escobedo amenazó a Pérez con divulgar su confabulación a menos que este apoyara las pretensiones de Juan de Austria en los Países Bajos y en su intento de invasión de Inglaterra, éste temió ser denunciado de traición ante el Rey y ordenó su asesinato, primero mediante un intento fallido de envenenamiento y, posteriormente, contratando a 5 sicarios que finalmente le asesinaron mediante emboscada la noche del 31 de marzo de 1578 en la calle de San Juan del antiguo barrio de Santiago de Madrid.
Este lóbrego incidente de intrigas y confabulaciones, uno de los más oscuros del reinado de Felipe II y al que posteriormente se ha llegado a involucrar al propio rey, se ha puesto en relación con el hecho de que Juan de Austria y Escobedo, una vez resueltos favorablemente los grandes problemas de los Países Bajos, escribieran al rey transmitiéndole su deseo de regresar a España para, visto el éxito, encargarse de la política del monarca. Temeroso Antonio Pérez que se descubriera su doble juego y manejando al monarca a su favor, aprovechó la ocasión de que Juan de Escobedo regresase a la corte para ordenar su muerte. Sufrió dos intentos de envenenamiento en sendas comidas en casa de Antonio Pérez durante los días 8 y 12 de marzo de 1578 que no fructificaron. Sin embargo, días después, murió acuchillado por parte de seis sicarios a pocas manzanas del antiguo palacio real de Madrid, cuando regresaba ya de noche de la casa de la Princesa de Éboli.
Pérez cayó en desgracia en julio de 1579, detenido a la vez que la Princesa de Éboli, sería sometido a un largo proceso judicial con potro de tortura incluido, huyendo en abril de 1590 a Aragón para refugiarse en sus Fueros primero y cruzando la frontera a Francia después, sin poder ser cumplida su sentencia de muerte.